# De begraafplaats van Praag
De begraafplaats van Praag is de zesde roman van de Italiaanse schrijver Umberto Eco. De eerste Italiaanse uitgave verscheen in 2010. De Nederlandse vertaling verscheen in 2011 bij Prometheus.

## Samenvatting
De hoofdpersoon, Simone Simonini, groeit op in Turijn ten tijde van het Risorgimento. Hij studeert rechten en komt voor een louche advocaat te werken, die hem leert handschriften te vervalsen. Door deze vaardigheid komt hij in contact met de geheime dienst van het Koninkrijk Sardinië die hem inzetten als spion tegen de revolutionairen van Garibaldi.
Als Simonini de schipbreuk en dood van Ippolito Nievo veroorzaakt wordt hij verbannen naar Parijs. Daar werkt hij als spion voor het regime van Napoleon III tegen de communards en pleegt hij de vervalsing die de basis zal vormen voor de Dreyfusaffaire. Om zichzelf van een beter pensioen te voorzien dan een vervalser van aktes toekomt besluit hij een theorie op schrift te stellen over een Joods complot om de wereldheerschappij die zijn reactionaire grootvader graag te berde bracht. Zijn manuscript wordt echter geplagieerd door Hermann Friedrich Goedsche.
Na het plotselinge verlies van zijn geheugen in 1897 besluit Simonini, op advies van een zekere dokter "Froïde", zijn levensverhaal op papier te reconstrueren. Elke keer dat hij wakker wordt, na vermoeid door het schrijven of drank in slaap gevallen, merkt hij dat de hem onbekende abt Dalla Piccola (wellicht zijn alter ego) zijn verhaal heeft aangevuld. Naast informatie over Simonini's leven blijkt Dalla Piccola ook veel te weten over de Vrijmetselarij, duivelsaanbidding en het werk van Léo Taxil.

## Thema's
In zijn nawoord zal de schrijver aangeven dat de hoofdpersoon in feite een van de weinige fictieve personages in het boek is. Eco verweeft het fictieve verhaal van zijn hoofdpersoon dus met de werkelijke geschiedenis van de negentiende eeuw die in zijn visie niet minder absurd is dan de verhaallijn van de roman.
Evenals in De slinger van Foucault spelen complotten en vervalsingen een belangrijke rol in De begraafplaats van Praag; het is dan ook tot stand gekomen vanuit de collectie esoterica die Eco aanlegde bij zijn research voor het eerdere boek.